# Ипатов, Павел Леонидович
Па́вел Леони́дович Ипа́тов (род. 12 апреля 1950 года, пос. Асбестовский, Свердловская область) — российский государственный деятель. Губернатор Саратовской области с 5 апреля 2005 по 23 марта 2012 года.

## Биография
С 1965 по 1969 г. учился в Уральском политехническом техникуме города Свердловска.
В 1975 году окончил энергетический факультет Уральского политехнического института (квалификация «инженер-электрик», специальность «электрические станции»). В 1991 году окончил Академию народного хозяйства при совете Министров СССР (отделение «Управление», квалификация «ведущий специалист по управлению»).
После окончания политехникума работал на Кузнецком металлургическом комбинате в Кузбассе начальником смены электроцеха. Позже работал на Славянской ГРЭС и Углегорской ГРЭС. В 1980—1984 годах работал на строительстве Южно-Украинской АЭС начальником смены станции. В августе 1985 стал главным инженером Балаковской АЭС. С июня 1989 — директор Балаковской АЭС. С 2002 года параллельно являлся заместителем генерального директора концерна «Росэнергоатом».
С 1996 по 2005 годы являлся депутатом Совета депутатов Балаковского муниципального образования первого и второго созывов. Член регионального политсовета партии «Единая Россия».
3 марта 2005 года депутаты Саратовской областной Думы единогласно поддержали кандидатуру Ипатова, предложенную президентом РФ на пост губернатора Саратовской области. Церемония вступления Павла Ипатова в должность главы Саратовского региона состоялась 5 апреля 2005 года.
С 1 декабря 2008 по 25 мая 2009 — член президиума Государственного совета Российской Федерации.
23 марта 2010 года депутаты Саратовской областной Думы приняли решение о наделении Ипатова полномочиями губернатора Саратовской области на второй срок. 5 апреля 2010 года Павел Ипатов официально вступил в должность.
23 марта 2012 года Указом Президента РФ отправлен в отставку с формулировкой «по собственному желанию».
С июля 2012 года — заместитель Генерального директора — директор по стратегии и организационному развитию АО «Концерн Росэнергоатом».

## Собственность
По данным совместного расследования «Dubai Unlocked» Центра по исследованию коррупции и организованной преступности, Ипатов владеет в Дубае виллой площадью 1244 кв. м на острове Палм-Джумейра стоимостью 7 млн долларов, у его супруги Анастасии на том же острове — вилла стоимостью более 5 млн долларов. Кроме того, семья Ипатова владеет девятью квартирами, в основном в комплексе Emirates Crown Tower. Общая стоимость недвижимости семьи оценивается в 29,3 млн долларов.

## Награды
- Орден Почёта (26 июля 2000) — за большой вклад в развитие атомной энергетики и многолетний добросовестный труд[9]
- Орден Дружбы народов (27 июня 1994) — за большой вклад в развитие атомной энергетики[10]
- Орден Трудового Красного Знамени (1988)
- Золотая медаль «За миротворческую и благотворительную деятельность» (2011).

Почётные звания:
- Лауреат премии Совета Министров СССР (1991)
- Лауреат премии Правительства РФ в области науки и техники (2001)
- Лауреат Национальной премии имени Петра Великого (2002)
- Почётный работник общего образования Российской Федерации (2004)